# Pedram Khavarzamini
 (août 2011).
Si vous disposez d'ouvrages ou d'articles de référence ou si vous connaissez des sites web de qualité traitant du thème abordé ici, merci de compléter l'article en donnant les références utiles à sa vérifiabilité et en les liant à la section « Notes et références ».
Pedram Khavarzamini (1975 à Téhéran en Iran - ) est un joueur professionnel de tombak, un instrument de percussion iranienne.

## Biographie
Il fut élève de Kamyar Mohabbat et de Bahman Rajabi. Il fut l'élève de ce dernier pendant cinq ans, puis l'a aidé à écrire son livre Le deuxième livre de Rajabi pour tombak. Pedram est aujourd'hui considéré comme l'un des meilleures joueurs de tombak.
Son premier album, intitulé Koutah qui signifie court en persan, fut composé à l'aide de son ami Hamid Ghanbari, un autre joueur de tombak, lui aussi ancien élève de Bahman Rajabi. Grâce à son talent, il commence très vite à travailler avec les plus grands musiciens et compositeurs iraniens comme Sharam Nazeri, Dariush Talai, Kayhan Kalhor et Ali Akbar Moradi.
Entre 2002 et 2004, il réalise plusieurs concerts aux États-Unis et en Allemagne où il rencontre Ross Daly. Il décide ensuite de quitter l'Iran pour vivre en Grèce. Il se rapproche de Ross Daly et joue dans son album Iris. Il devient ensuite membre du groupe Labyrinth dirigé par Ross Daly.
La curiosité de Pedram lui a permis de rencontrer des musiciens reconnus dans tous les coins du monde comme Habil Aliyev, Mohammad Rahim Khushnawaz, Dariush Talai, Sharam Nazeri, Djamshid Chemirani, Ballake Sissoko, Zohar Fresco, Kelly Thoma, Ellika Frisell, Dhruba Gosh, Khaled, Hossein Arman, Giorgos Xylouris, Siamak Aghaie, Stelios Petrakis et Vassilis Stavrakakis.